# 谷口宜顕
谷口 宜顕（たにぐち よしあき、2001年11月20日 - ）は、ジャパンラグビーリーグワン埼玉パナソニックワイルドナイツに所属するラグビー選手。

## プロフィール
- 大阪府出身[1]。
- ポジションはウィング(WTB)、フルバック(FB)。
- 身長 173 cm、体重 80 kg
- U17日本代表に選ばれたことがある。
- ニックネームはよしぽん。

## 来歴
3歳からラグビーを始めた。
2020年、東海大大阪仰星高校卒業後、東海大学に入学。なお東海大大阪仰星高校時代、高校日本代表に選ばれたことがある。
2023年、東海大学体育会ラグビーフットボール部の主将に就任。
2024年、アーリーエントリーで埼玉パナソニックワイルドナイツに加入。
2025年6月上旬からオーストラリア・キャンベラに留学。